# شناخت‌درمانی
شناخت‌درمانی (انگلیسی: Cognitive therapy) نوعی روان‌درمانی است که روان‌پزشک آمریکایی آرون تمکین بک آن را شکل داد. شناخت‌درمانی یکی از رویکردهای درمانی در گروه بزرگ‌تر رفتاردرمانی شناختی است و نخستین بار توسط بک در دهه ۱۹۶۰ ارائه شد. پایه شناخت‌درمانی مدل‌سازی شناختی است که اظهار می‌دارد افکار، احساسات و رفتار همگی مرتبط هستند و اینکه افراد می‌توانند با تشخیص و تغییر تفکر غیرمفید یا نادرست، رفتار مشکل‌ساز و واکنش‌های احساسی رنج‌آور به‌سوی غلبه بر مشکلات و رسیدن به اهدافشان پیش بروند. این شامل همکاری فرد با درمانگر به‌منظور شکل دادن مهارت‌ها برای آزمودن و تغییر باورها، تشخیص تفکر غلط، درک کردن دیگران به شیوه‌های مختلف و تغییر رفتارها است.